# Ron Vlaar
Ron Vlaar (Hensbroek, 1985. február 16. –) holland válogatott labdarúgó, 2015 óta az AZ játékosa. Posztját tekintve középsővédő.

## Klubcsapatokban
Labdarúgó pályafutását az Apollo '68 és az SVW '27 nevezetű csapatokban kezdte. Ezután az AZ akadémiájára került és itt vált profi labdarúgóvá.
1996 és 2004 között az AZ utánpótlásában szerepelt.
A 2004–2005-ös idényben mindössze 20 évesen egy RKC Waalwijk elleni mérkőzésen mutatkozott be az első osztályban. Négy nappal később pedig az európai kupaporondon is lehetőséget kapott. Az UEFA-kupa elődöntőjében a Sporting ellen léphetett pályára.
Az AZ felnőtt csapatában másfél szezont töltött és 2005. december 28-án három és fél éves szerződést kötött a Feyenoorddal. Új csapatában 2006. január 16-án debütált egy Vitesse elleni 1–0-s vereséggel zárult összecsapáson. A Feyennoord játékosaként az első gólját 2006. december 16-án szerezte az Utrecht ellen (2–1).

### Válogatottban
Utánpótlásszinten szerepelt az U20-as és az U21-es holland válogatottban. Részt vett a Hollandiában megrendezett 2005-ös Ifjúsági világbajnokságon, mindemellett tagja volt a 2006-os és a 2007-es U21-es Európa-bajnokságon aranyérmet szerző válogatottnak. Utóbbin csapatkapitányként segítette Európa-bajnoki címhez az "oranjet".
A felnőtt válogatottban először 2005 júniusában kapott meghívót Marco van Bastentől, de nem lépett pályára. Pár hónappal később, 2005. október 8-án debütált egy Csehország elleni világbajnoki selejtezőn. A 2010-es világbajnokság bő keretébe jelölte őt Bert van Marwijk, de a keretszűkítést követően végül nem került be a 23-as keretbe.
A 2012-es Európa-bajnokságon részt vevő holland válogatott szövetségi kapitánya Bert van Marwijk nevezte őt az Eb-re készülő 23 fős keretébe.

## Sikerei, díjai

### Klubszinten
Feyenoord
- Holland kupa: 2007–08

### Válogatott szinten
Hollandia U21
- U21-es Európa-bajnokság: 2006, 2007